# 西施

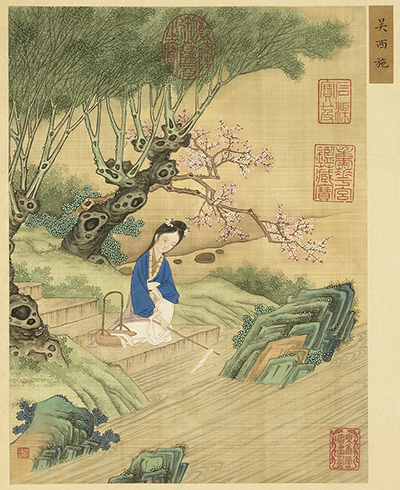
西施

西施（せいし、生没年不詳）は、中国の女性。美人として知られ、王昭君・貂蝉・楊貴妃を合わせて中国古代四大美女といわれる。

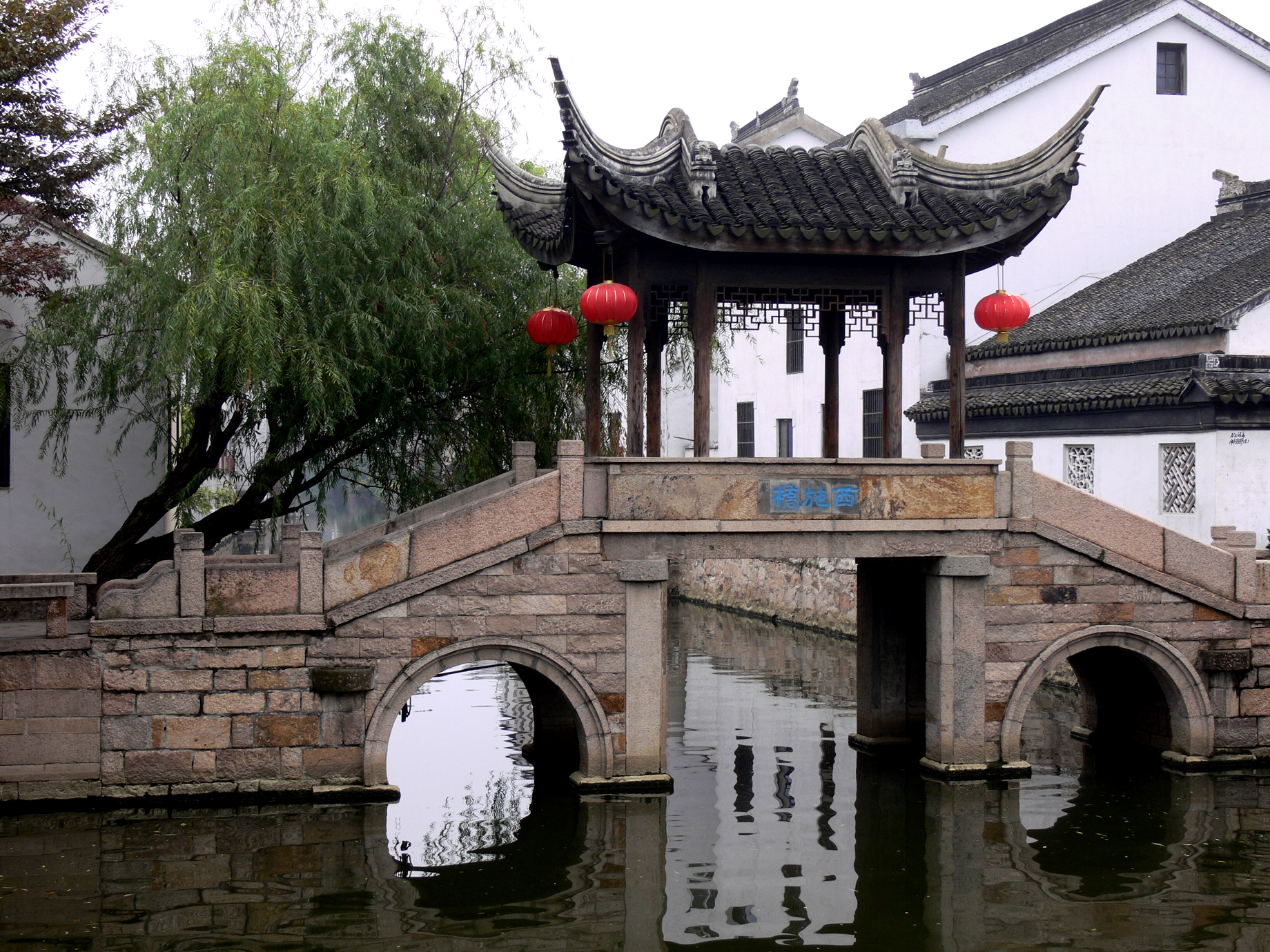
蘇州市にある西施橋

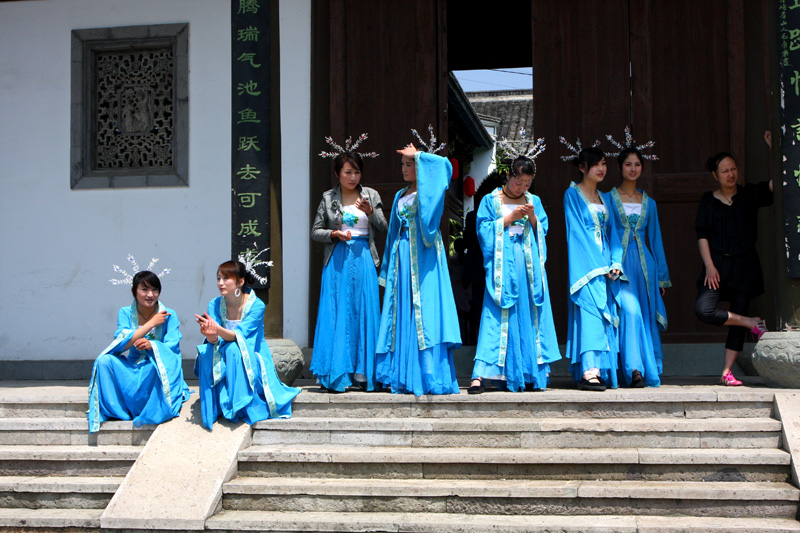
西施故郷観光区（諸曁市）

## 人物
本名は施夷光。中国では西子ともいう。紀元前5世紀、春秋時代末期の諸曁（現在の浙江省紹興市諸曁市）生まれだと言われている。
現代に広く伝わる西施と言う名前は、出身地である苧蘿村に施と言う姓の家族が東西二つの村に住んでいて、彼女は西側の村に住んでいたため、西村の施という由来から西施と呼ばれるようになった。 
越王勾践が、呉王夫差に、復讐のための策謀として献上した美女たちの中に、西施や鄭旦などがいた。貧しい薪売りの娘として産まれた施夷光は谷川で洗濯をしている姿を見出されたといわれている。策略は見事にはまり、夫差は彼女らに夢中になり、呉国は弱体化し、ついに越に滅ぼされることになる。
呉が滅びた後の生涯は不明だが、勾践夫人が彼女の美貌を恐れ、夫も二の舞にならぬよう、また呉国の人民も彼女のことを妖術で国王をたぶらかし、国を滅亡に追い込んだ妖怪と思っていたことから、西施も生きたまま皮袋に入れられ長江に投げられた。その後、長江で蛤がよく獲れるようになり、人々は西施の舌だと噂しあった。この事から、中国では蛤のことを西施の舌とも呼ぶようになった。
また、美女献上の策案者であり世話役でもあった范蠡に付き従って越を出奔し、余生を暮らしたという説もある。
中国四大美人の一人と呼ばれる一方で、俗説では絶世の美女である彼女達にも一点ずつ欠点があったともいわれており、それが西施の場合は大根足であったとされ、常に裾の長い衣が欠かせなかったといわれている。逆に四大美女としての画題となると、彼女が川で足を出して洗濯をする姿に見とれて魚達は泳ぐのを忘れてしまったという俗説から「沈魚美人」とあてられる。

## 関連事項

### 西施に由来する建造物
- 西湖 - 浙江省杭州市の中心にあり、西子湖の別名を持つ湖。北宋時代の詩人蘇軾が七言絶句を詠んだことでも知られる。
- 西施橋 - 蘇州市呉中区木瀆古鎮には西施橋という橋がある。
- 西施殿 - 諸曁城内に西施を奉った祠がある。第二次世界大戦中、日本軍による空爆のため被害を受けたが、1980年代西施殿景区として修築・増築し、現在は約21,000m2におよぶ。

### 芸術作品
唐代の詩人李白・王維などが、詩を詠んでいる。日本でも、松尾芭蕉が「奥の細道」で「象潟や雨に西施がねぶの花（きさがたや　あめにせいしが　ねぶのはな）」と詠んだ。

### 四字熟語
- 顰に倣う（ひそみにならう） - 『荘子』天運によれば、西施には胸が痛む持病があったという。ある日、その発作が起きた。彼女が胸元を押さえ、顰（眉間）にしわを寄せた姿にはなんともなまめかしく、か弱い女性の美しさがにじみ出ていた。彼女が里から歩いて来るその様に、里の人たちは皆、目が釘付けになった。ある里に一人の醜い女がいた。この日、西施が胸元を押さえ、眉をひそめた様子にたくさんの人が釘付けになっているのを見た女は、西施のまねをして、胸元を押さえ、眉をひそめて、村を行ったり来たりした。この醜い女が大げさにふるまうとただでさえ醜い顔がもっとひどくなった。そのため、この女の奇怪な様を見ると里の人々は、すぐに戸を閉め、貧乏人は妻や子を連れて遠くに逃げるといった具合であった。このことが顰に倣う（ひそみにならう）、むやみに人のまねをするのは愚かなことという故事になった。日本では、先人に倣った行為にあたって自らをへりくだる表現としても用いられる。
- 「西施捧心」とは、西施が病気の胸に手を当てることで、美女の病は、さらに美しさを増すたとえ。（荘子・天運）

### 同時代の女性
- 鄭旦 -  西施と並ぶ美人。共に夫差の後宮に入る。
- 毛嬙 -  西施と併せて「天下之美人也」と併称されてきた。

### 西施にちなんだ事物
- 檳榔西施 - 台湾に見られるビンロウの売り子。
- フグ - 別称の一つとして「西施乳」がある。また、フグの白子の別名でもある。フグの肝は「西施肝」と呼ばれている[1]。
- レンコン - 「西施臂」、つまり西施の肘を指す[1]。
- シーズー - 中国語では「西施犬」という。

### 小説
- 『越女剣』（金庸）
- 『西施春秋 小説・呉越抗争』（石川清光）
- 『呉越春秋 戦場の花影』（藤生純一）
- 『美人計』（馮秉瑞）

### 映画
- 西施（1936年、演：謝萍）
- 西施（1940年、演：袁美雲）
- 西施（1949年、演：白燕）
- 臥薪嘗胆（1956年、演：李麗華）
- 西施（1960年、演：白雪仙）
- 西施（1965年、演：白茵）
- 西施（1966年、演：江青）
- 西施 呉王暗殺（2024年、演：ツァオ・シーユエ）

### テレビドラマ
- 燃ゆる呉越（中国語版）（2006年、演：チョウ・ヤン）
- 争覇-越王に仕えた男-（中国語版）（2006年、演：ソニア・クオック）
- 復讐の春秋 -臥薪嘗胆-（2007年、演：アン・アン）
- 孫子《兵法》大伝（2010年、演：バン・ジァジャ）
- 女たちの孫子英雄伝（中国語版）（2012年、演：インアル）

## 参考
1. 1 2  塩田丸男『フグが食いたい！死ぬほどうまい至福の食べ方』講談社＋α新書、2003年9月20日、220頁。ISBN 4-06-272217-8。